# Wilhelm Lossos
Wilhelm Lossos (* 5. April 1915 in Segen Gottes, Markgrafschaft Mähren; † 3. Februar 1989 in München, Freistaat Bayern) war ein deutscher Jurist und Präsident des Bayerischen Verfassungsgerichtshofes.

## Leben
Nach dem Studium der Rechtswissenschaften und der Zweiten Juristische Staatsprüfung trat Wilhelm Lossos in den bayerischen Justizdienst ein. Er war Mitglied der katholischen Studentenverbindung KSStV Alemannia München im KV.
Von 1973 bis 1980 war er Präsident des Oberlandesgerichts München sowie Präsident des Bayerischen Verfassungsgerichtshofs. 1980 trat er in den Ruhestand.